# Serhii Bukovskyi

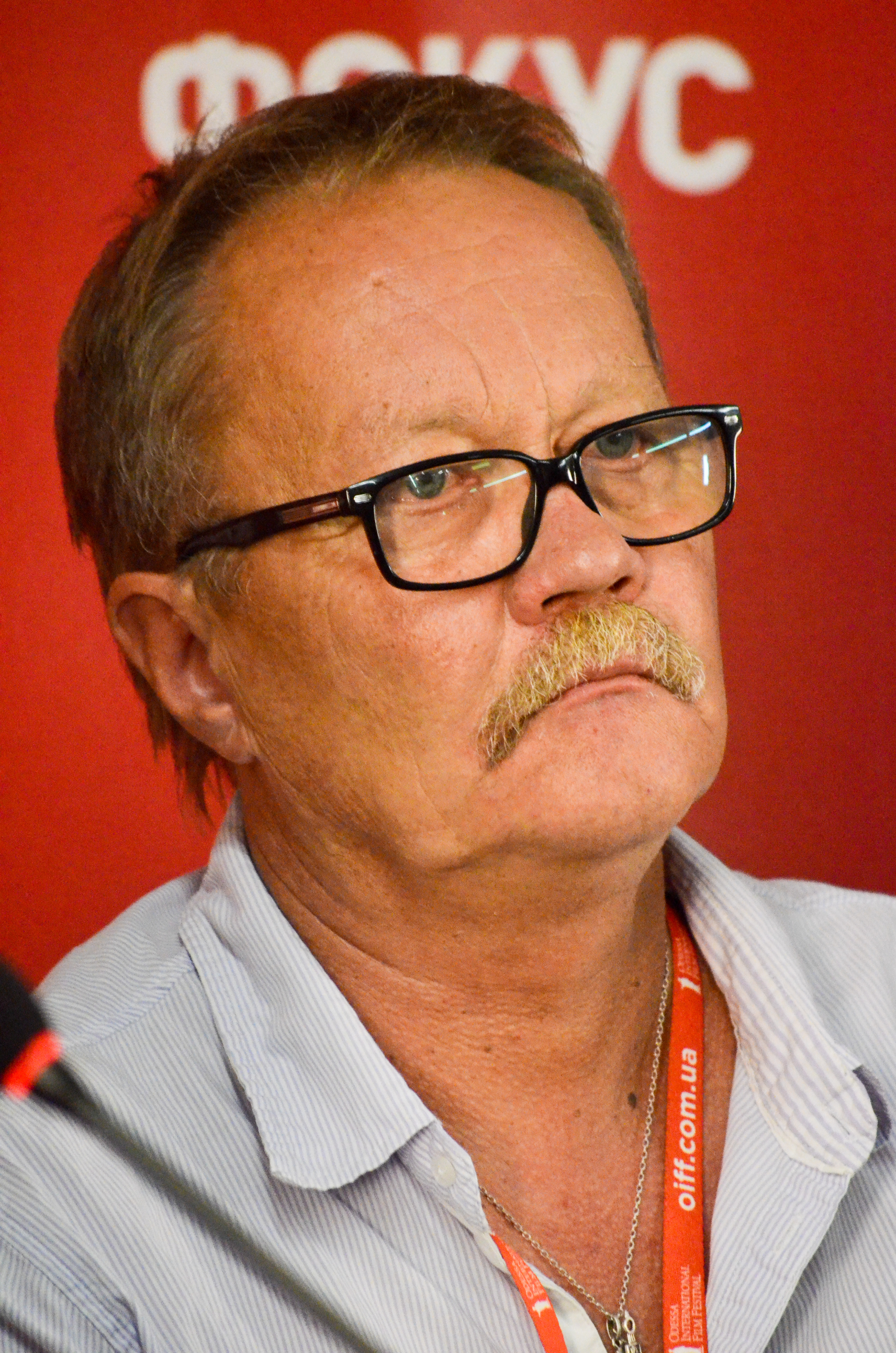
Diretor Bukovskyi em 2015

Serhii Bukovskyi (ou Sergey Bukovsky) é um director e actor de documentários ucraniano soviético. Bukovskyi é membro do Conselho da Associação Ucraniana de Cinematógrafos e vencedor do Prémio Nacional Shevchenko. Ele recebeu o título honorário de Artista Merecido da Ucrânia em 1996 e o título de Artista do Povo da Ucrânia em 2008.

## Biografia
Serhii Bukovskyi nasceu em Bashkortostan em 1960, filho do director de cinema Anatoliy Bukovskyi e da actriz Nina Antonova. A sua família mudou-se para Kiev no final daquele ano.
De 1977 a 1982, Bukovskyi frequentou o Teatro Nacional I. K. Karpenko-Kary de Kiev, na Universidade de Cinema e Televisão, onde estudou direcção.
Por mais de uma década, Bukovskyi trabalhou como director de cinema no Estúdio de Filmes Documentários da Ucrânia.
De 1995 a 1998, foi chefe do departamento de projectos de documentos da Interviews Ukraine.
De 1998 a 2003, Bukovskyi leccionou no Teatro Nacional I. K. Karpenko-Kary de Kiev, na Universidade de Cinema e Televisão, ministrando cursos de direcção de documentários. Um dos seus alunos, Igor Strembitsky, ganharia a Palma de Ouro no Festival de Cannes.